# Mycomya imperatrix
Mycomya imperatrix är en tvåvingeart som beskrevs av Vaisanen 1984. Mycomya imperatrix ingår i släktet Mycomya och familjen svampmyggor.
Artens utbredningsområde är Oregon. Inga underarter finns listade i Catalogue of Life.